# Amblygobius linki
 Amblygobius linki  es una especie de peces de la familia de los Gobiidae en el orden de los Perciformes.

## Morfología
Los machos pueden llegar a alcanzar los 4,4 cm de longitud total.

## Distribución geográfica
Se encuentra en Filipinas y al oeste de Nueva Guinea.

## Observaciones
Es inofensivo para los humanos.